# Клейст, Эвальд фон
Па́уль Лю́двиг Э́вальд фон Клейст (практическая транскрипция фамилии — Кляйст; нем. Paul Ludwig Ewald von Kleist; 8 августа 1881, Браунфельс, Рейнская провинция, Пруссия, Германская империя — 13 ноября 1954, Владимирский централ, Владимир, Владимирская область, РСФСР, СССР) — немецкий военачальник, генерал-фельдмаршал (1943). Выходец из аристократического прусского рода, в 18 лет поступил на военную службу и посвятил свою дальнейшую жизнь военной карьере. Участвовал в обеих мировых войнах. Во время французской кампании Эвальд фон Клейст командовал первой в мире танковой группой, где его подчинённым был основатель немецких танковых войск Хайнц Гудериан. Во время вторжения в СССР фон Клейст командовал танковой армией на южном направлении, затем — рядом групп армий. Участвовал в операциях на Украине и на Северном Кавказе. В 1943 году произведён в фельдмаршалы. В 1944 году отстранён от командования за разногласия с Гитлером, в том числе, за гуманное отношение к населению Дона и Кубани.
Эвальд фон Клейст придерживался монархических взглядов и всю войну носил кайзеровские погоны. Не разделял идеологические взгляды нацистов, но в движении сопротивления не участвовал, сохраняя верность присяге. После войны фон Клейст был арестован американцами и выдан Югославии, откуда попал в СССР, где его приговорили к длительному сроку тюремного заключения. 13 ноября 1954 года фон Клейст скончался от естественных причин во Владимирском централе.

## Биография

### Происхождение и начало карьеры
Эвальд фон Клейст родился 8 августа 1881 года в гессенском городе Браунфельсе. Он принадлежал к аристократическому прусскому роду Клейстов, который дал Пруссии трёх фельдмаршалов, в том числе и графа Фридриха фон Клейста, который в 1814 году отличился в Лаонском сражении. Тридцать один член его семьи был награждён высшим прусским орденом Pour le Mérite. Отцом Эвальда фон Клейста был Кристоп Альбрехт Август Гуго фон Клейст, доктор философии и преподаватель математики в частной средней школе.
В марте 1900 года, в возрасте 18 лет, Эвальд фон Клейст поступил на военную службу фанен-юнкером в 3-й артиллерийский полк. В августе 1901 года он был повышен до лейтенанта, в 1904 — адъютанта батальона. В 1910—1913 годах в звании обер-лейтенанта фон Клейст обучался в военной академии, одновременно, с декабря 1911 по март 1914 года, проходя службу в 10-м гусарском полку. Перед началом Первой мировой войны Эвальд фон Клейст был назначен командиром эскадрона и произведён в ротмистры 1-го гусарского полка.

### Первая мировая война
Эвальд фон Клейст большую часть Первой мировой войны провёл на Восточном фронте. В сражении под Танненбергом (26—30 августа 1914 года) он командовал эскадроном. Впоследствии, до октября 1915 года фон Клейст командовал запасным батальоном 1-го лейб-гусарского полка (нем. Leib-Husaren-Regiment No. 1), после чего был переведён на штабные должности уровня дивизии и корпуса. В августе 1917 года фон Клейста назначили начальником оперативного отдела штаба гвардейской кавалерийской дивизии (нем. Garde-Kavallerie-Division), а в 1918 году перевели на сходную должность в 225-ю пехотную дивизию. Незадолго до окончания войны, в сентябре 1918 года фон Клейст был снова повышен до начальника оперативного отдела штаба 7-го армейского корпуса.
За свою службу во время Первой мировой войны фон Клейст был награждён двумя Железными крестами 2-го (4 октября 1914) и 1-го класса (27 января 1915).

### Между мировыми войнами
После окончания войны Эвальд фон Клейст вступил в Фрайкор и участвовал в войнах за независимость Латвии и Эстонии в составе Железной дивизии. В июне 1919 года он возглавлял ударную группу во время Цесисского сражения.
После войны фон Клейст продолжил служить в рейхсвере на штабных и командных должностях. В октябре 1929 года он был повышен до полковника. В 1931 его назначили командиром 9-го пехотного полка, в 1932—1933 годах он командовал 2-й кавалерийской дивизией (вначале в качестве генерал-майора, а с октября 1933 — генерал-лейтенанта). В 1933—1935 годах, уже после прихода к власти Адольфа Гитлера, фон Клейст находился на штабных и командных должностях 8-го военного округа на территории Силезии со штабом в Бреслау. В 1935 году фон Клейст был вновь повышен и стал командующим 8-м военным округом и 8-м армейским корпусом. В августе 1936 года он получил звание генерала кавалерии.
В феврале 1938 года фон Клейст был отправлен в отставку. Большую роль в его увольнении сыграл Вальтер фон Браухич, неодобрительно относившийся к промонархическим взглядам Клейста. В знак признания заслуг Клейст был уволен с правом ношения жёлтых кавалерийских погон с цифрой «8», означавшей 8-й кавалерийский полк, вместо обычных красных погон, полагавшихся германским генералам. После отставки он в течение полутора лет жил в своём поместье в Вейдельбрюке близ Бреслау.

### Польская кампания
В августе 1939 года, накануне вторжения в Польшу, фон Клейст был вновь призван на службу и назначен командующим 22-м армейским корпусом (моторизованным), входившим в состав 14-й армии генерала Вильгельма Листа, которая действовала на южном участке фронта. Руководимый Клейстом корпус имел в своём составе танковую, пехотную и горнострелковую дивизии и получил временное название «Танковая группа Клейста». Корпус отличился при захвате нефтепромышленного района под Львовом. 17 сентября войсковое соединение Клейста соединилось с группой Гудериана близ реки Южный Буг, разрезав Польшу надвое.

### Война в Европе

#### Франция
Во время Французской кампании 1940 года Клейст командовал одноимённой танковой группой, в состав которой входили пять танковых дивизий из десяти, имевшихся у Германии. Таким образом, Клейст фактически стал командующим первой в истории танковой армии. Причиной поручения кавалеристу фон Клейсту столь ответственной роли стали его консервативные традиции и взгляды. Командование германских сухопутных сил ещё с сомнением относилось к новому роду войск и к концепции молниеносной войны. Военачальники предполагали, что Клейст сможет удержать в руках своенравного Гудериана и не даст энтузиастам танковых войск поставить под угрозу успех операции своими опрометчивыми действиями; другими словами, осторожность Клейста должна послужить противовесом порывистости Гудериана. Назначение Клейста командующим танковой группой не вызвало у Гудериана особого восторга. Между ними уже имела место стычка. Сразу по прибытии на место 16 мая Клейст прямо на аэродроме сделал Гудериану выговор за неповиновение приказу о задержке наступления. Началась перепалка, которая закончилась тем, что Гудериан потребовал, чтобы его освободили от командования корпусом. Не сходя с места, Клейст отдал соответствующий приказ. Позднее, в тот же день, в конфликт вмешался командующий 12-й армией генерал-полковник Лист, который уладил конфликт. Он объяснил Гудериану, что приказ остановиться исходил от Гитлера, а не от Клейста, и что Гудериану не разрешается оставлять командование корпусом.
На танковую группу Клейста была возложена самая важная задача во всей французской кампании: прорвать оборонительную линию на реке Маас и устремиться к Ла-Маншу, отрезая с юга армии союзников, как предусматривалось планом Манштейна. В случае успеха главные силы французов и англичан оказывались в окружении севернее Парижа и войну можно было считать выигранной.
В соответствии с планом Манштейна, танковая группа Клейста преодолела труднопроходимые Арденнские горы, прорвала фронт на реке Маас и после стремительного обходного манёвра прижала к морю англо-французские войска в районе Дюнкерка. Лишь приказ Гитлера о приостановке наступления (так называемый «стоп-приказ») предотвратил полный разгром и позволил англичанам эвакуировать свои части через пролив Ла-Манш. Всего было эвакуировано около 200 тысяч английских и 100 тысяч французских солдат и офицеров .
По результатам французской кампании фон Клейст был награждён Рыцарским крестом (№ 15) и произведён в генерал-полковники.

#### Югославия
В апреле 1941 года танковая группа Клейста была переименована в 1-ю танковую группу и направлена в Югославию. 8 апреля Клейст имел под своим командованием 14-й моторизованный корпус Витерсхайма (5-я танковая, 11-я танковая, 294-я пехотная и 4-я горнострелковая дивизии) и 11-й корпус генерала Иоахима фон Кортцфлейша (60-я моторизованная пехотная дивизия и несколько менее значительных частей). 5-я югославская армия оказала продвижению Клейста ожесточённое, но непродолжительное сопротивление, которое к вечеру было сломлено. 9 апреля Клейст взял Ниш и приказал своей головной 11-й танковой дивизии продолжать наступление в северо-восточном направлении на Белград. 5-я танковая дивизия повернула на юг, чтобы отрезать югославские силы, находившиеся в районе Лесковаца. Быстро наступая в долине Моравы, части Клейста смяли правый фланг 6-й югославской армии. К вечеру 12 апреля группа прошла уже 200 км и находилась на расстоянии 60 км от Белграда. Клейст въехал в город во главе 11-й танковой дивизии в 6:30 утра 13 апреля.

### Восточный фронт
Сразу же после капитуляции Югославии 1-ю танковую группу передислоцировали в южную Польшу в рамках подготовки к вторжению в СССР. Здесь под началом Клейста в составе 48-го танкового, 3-го танкового и 14-го моторизованного корпусов оказались пять танковых и четыре моторизованные дивизии, из них две — эсэсовские. Они были развёрнуты на левом фланге группы армий «Юг» фельдмаршала фон Рундштедта.

#### Умань и Киев

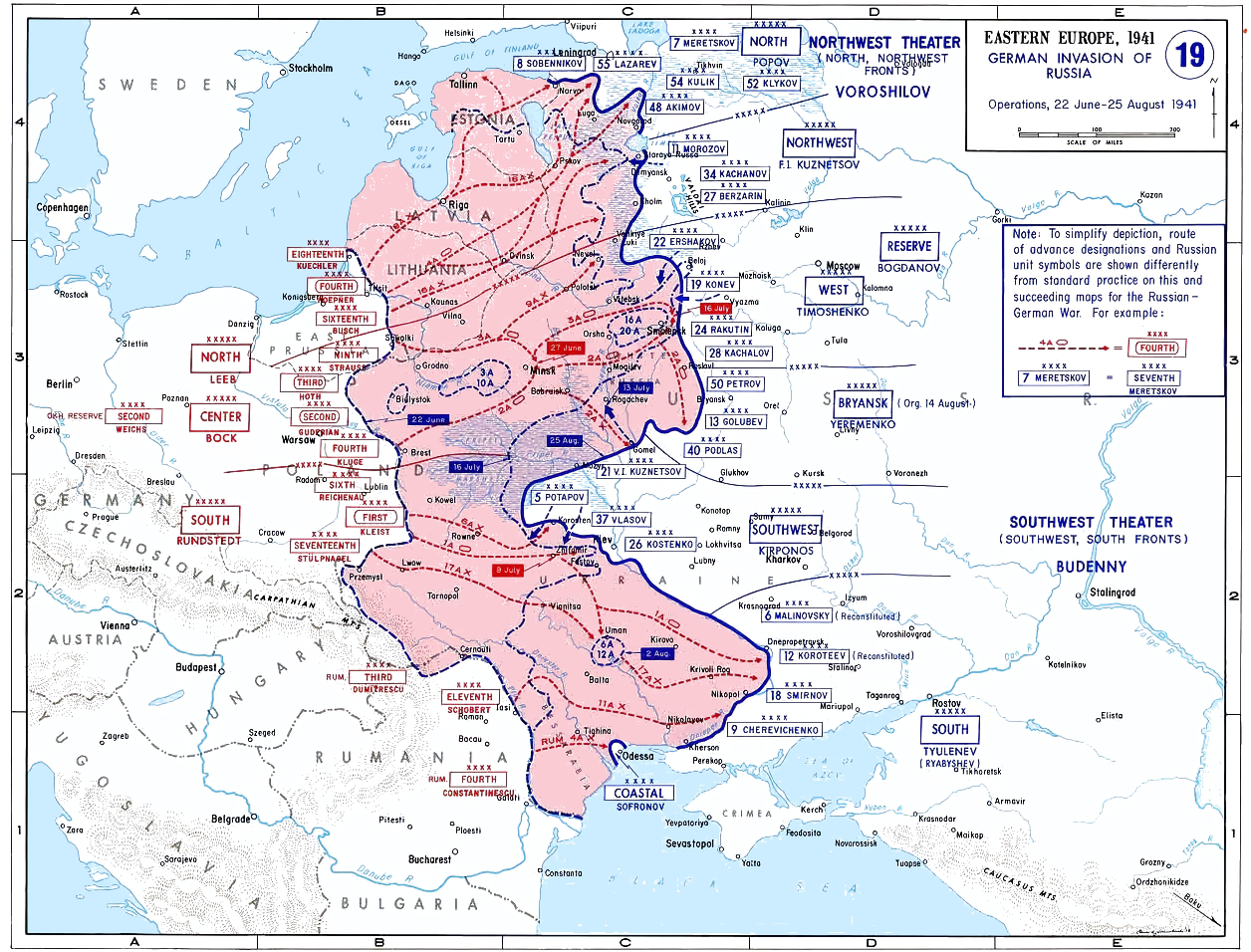
Июль — сентябрь 1941 года

В начальный период операции «Барбаросса» 1-я танковая группа наступала севернее Львова в направлении на Ровно. 10 июля группа заняла Житомир, находящийся в 150 км от Киева. Затем, повернув на юг, Клейст соединился с частями 17-й армии, окружив в районе Умани крупную группировку войск Южного и Юго-Западного фронтов Красной Армии. Ликвидация котла закончилась 8 августа; в плен попало более 100 тысяч советских военнослужащих, в том числе два командующих армиями. Было захвачено или уничтожено 317 танков и 1100 артиллерийских орудий.
В середине августа 1941 года группа Клейста захватила переправу через Днепр в районе Днепропетровска, создав угрозу Донбассу. В это же время части 17-й армии перешли Днепр у Кременчуга. 10 сентября Клейст принял Кременчугский плацдарм у 17-й армии. На следующее утро 1-я танковая группа, начав наступление с плацдарма, прорвала оборону советской 38-й армии и повела наступление на север. Этот внезапный прорыв застал советское командование врасплох. За первые 12 часов танки Клейста прошли 70 км, и вблизи города Ромны, в 200 км восточнее Киева, соединились с частями 2-й танковой группы под командованием Гудериана. Таким образом, Клейст и Гудериан совершили самое крупное окружение за всю историю войн: в котле под Киевом оказалось пять советских армий. 26 сентября сражение завершилось. В плен попало более 600 тысяч солдат и офицеров Красной Армии.

#### Ростов-на-Дону
После взятия Киева группа Клейста (с этого момента она стала называться 1-й танковой армией) двинулась к Ростову-на-Дону — главной цели её кампании в 1941 году. Вынудив советские части на Днепре отступить к Запорожью, армия Клейста продвинулась на восток, а затем повернула на юг, зайдя в тыл 18-й армии Южного фронта, угрожавшей силам 11-й армии Манштейна с востока. 5 октября части Клейста вышли к Азовскому морю у Бердянска, взяв, таким образом, в окружение основные силы 18-й армии, сосредоточенные у c. Черниговка. В результате сражения, окончившегося 10 октября, 18-я армия понесла тяжёлые потери. В плен попало около 100 тысяч человек. Командующий армией генерал-лейтенант А. К. Смирнов погиб.
Армия Клейста продолжила движение на восток вдоль побережья Азовского моря: 17 октября был взят Таганрог, а 28 октября немцы вышли к реке Миус, последней значительной водной преграде перед Ростовом-на-Дону. Наступившая осенняя распутица и истощение запасов горючего заставили Клейста задержать продвижение.

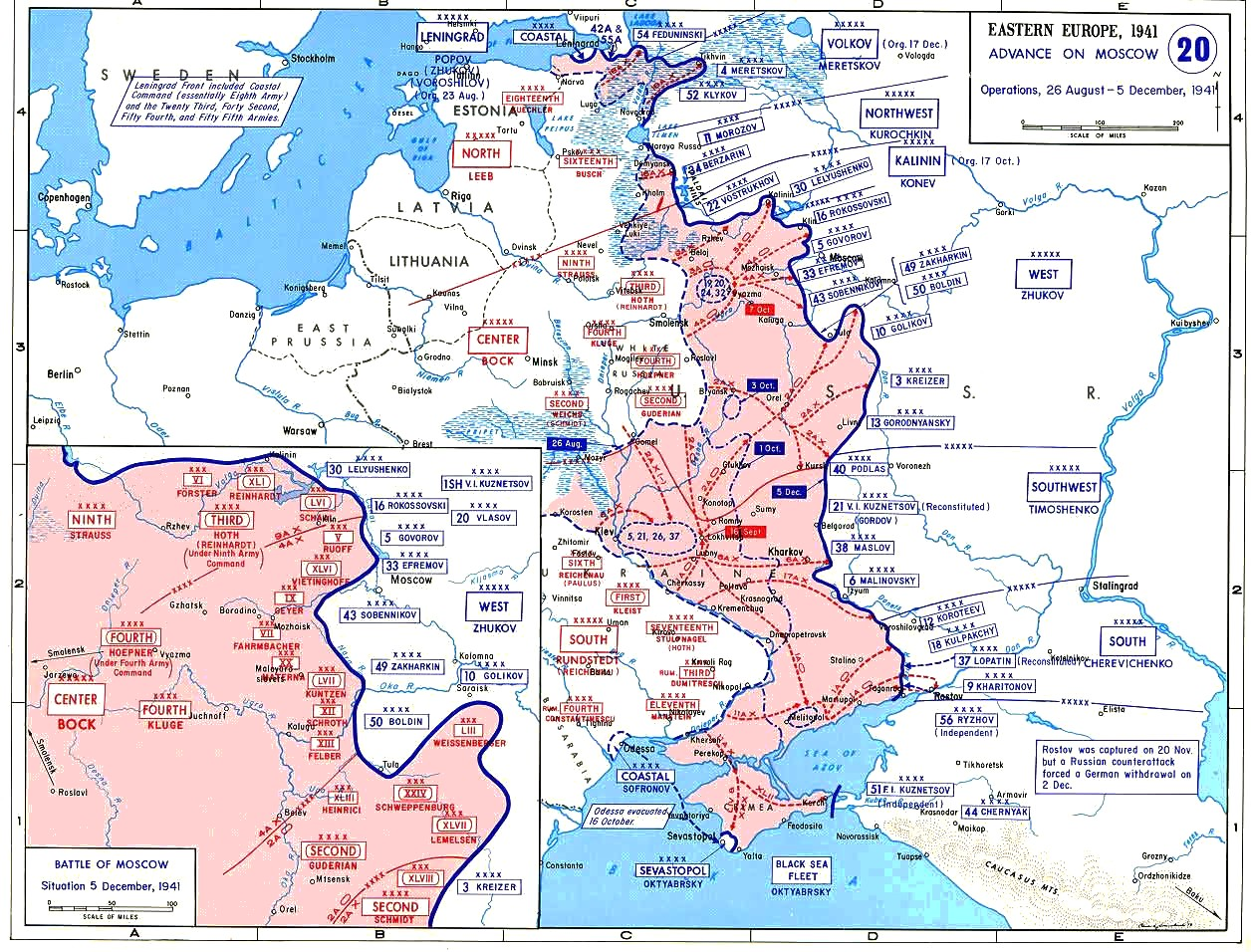
Август — декабрь 1941 года

Командующий группы «Юг» Герд фон Рундштедт полагал, что в преддверии зимы продолжать наступление не следует, однако Гитлер настаивал, и 17 ноября танки Клейста двинулись на Ростов. Через несколько дней танковые корпуса Клейста сломили советскую оборону и ночью 20 ноября 1-я дивизия СС ворвалась в город.
Ростов-на-Дону был не просто крупным городом с полумиллионным населением, он открывал путь на Кубань, к нефтяным полям Кавказа и далее в Закавказье и Иран. Поэтому можно было ожидать попыток Красной Армии вернуть город. Левый фланг армии Клейста был опасно обнажён, однако помощи от командования не последовало. Из-за ранних морозов на Дону раньше обычного встал лёд, и 25 ноября советские войска под командованием маршала С. К. Тимошенко нанесли удар с юга, наступая по льду замёрзшей реки. После упорного и кровопролитного боя 28 ноября немецкие войска оставили город.
Рундштедт запросил разрешения Гитлера отвести войска на зиму на естественный рубеж обороны на реке Миус, но разрешения не получил. Тем не менее, Рундштедт отдал приказ к отходу. В тот же день Гитлер отстранил его от командования группой армий «Юг» и назначил новым командующим Вальтера фон Рейхенау. Однако, прибыв на место, Рейхенау подтвердил приказ к отступлению. Ростов-на-Дону остался советским до июля 1942 года.

#### Харьков

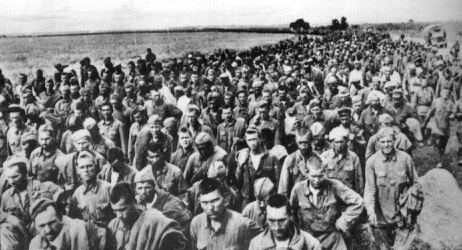
Пленные красноармейцы.
Район Харькова, май 1942 г.

Во время Второй битвы за Харьков 17 мая 1942 года в рамках операции «Фредерикус» 1-я танковая армия Клейста атаковала с юга Барвенковский плацдарм РККА продвинувшись за первый день наступления на расстояние до десяти километров. 19 мая немецкая 6-я армия под командованием генерала Фридриха Паулюса начала наступление на плацдарм с севера, окружив советские 6-ю и 57-ю армии. После шести дней боёв обе армии были уничтожены. К 28 мая армии Клейста и Паулюса захватили 240 000 пленных (на илл.) и уничтожили или захватили более 1250 советских танков и 2000 артиллерийских орудий.

#### Наступление на Кавказ

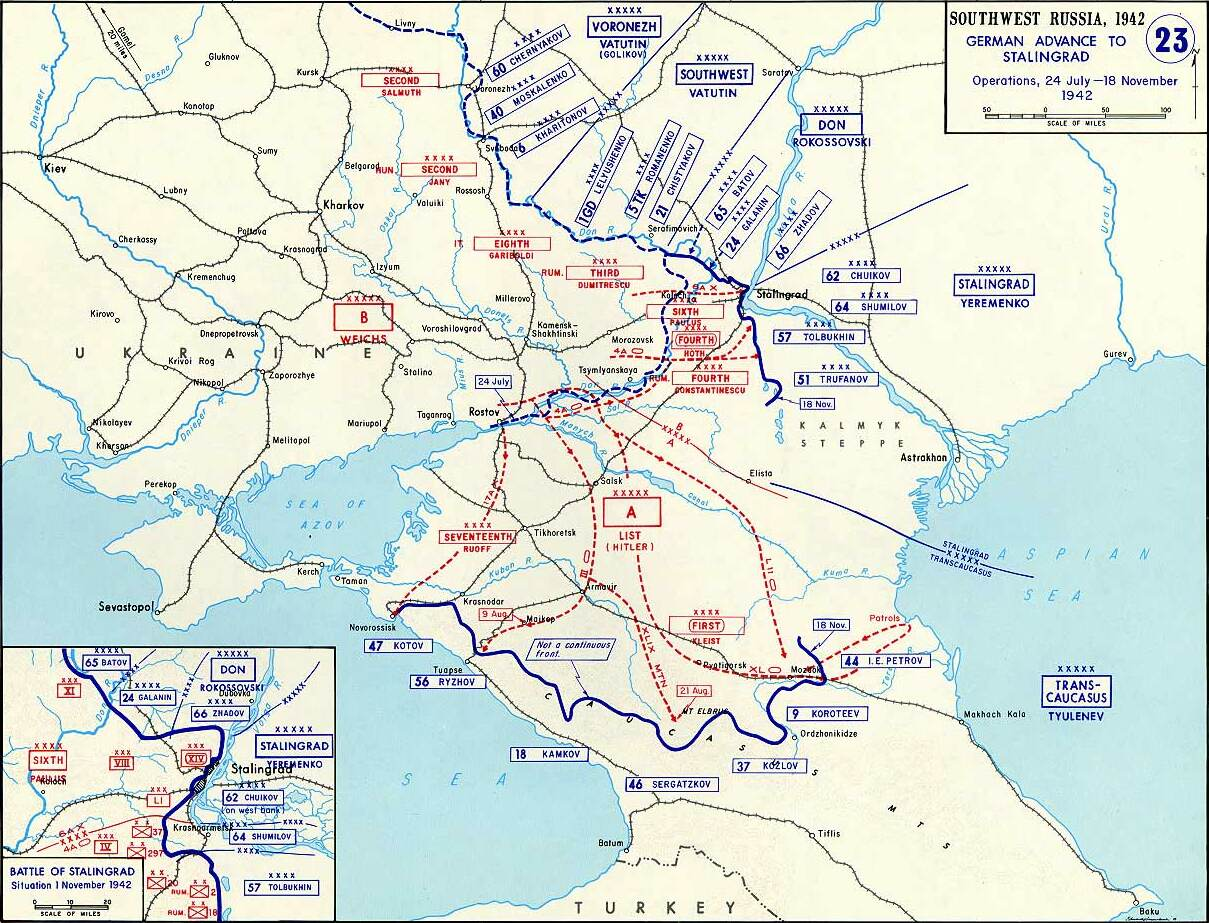
июль-ноябрь 1942

После падения Харькова 1-я танковая армия была включена в состав вновь сформированной группы армий «А» (командующий — фельдмаршал Лист). Армия Клейста прикрывала с севера фланг 17-й армии во время наступления последней на Ростов. Город был взят 24 июля. Группа «А» переправилась через Дон и повела наступление на Кавказ.
Стремясь ускорить продвижение в Закавказье, 9 сентября Гитлер отстранил Листа и взял командование группой «А» на себя. Однако, не добившись успеха, 21 ноября передал командование Клейсту. При этом командование 1-й танковой перешло к генералу Макензену. Таким образом, под командованием Клейста находились и 1-я танковая армия и 17-я армия.

#### Кубанский плацдарм

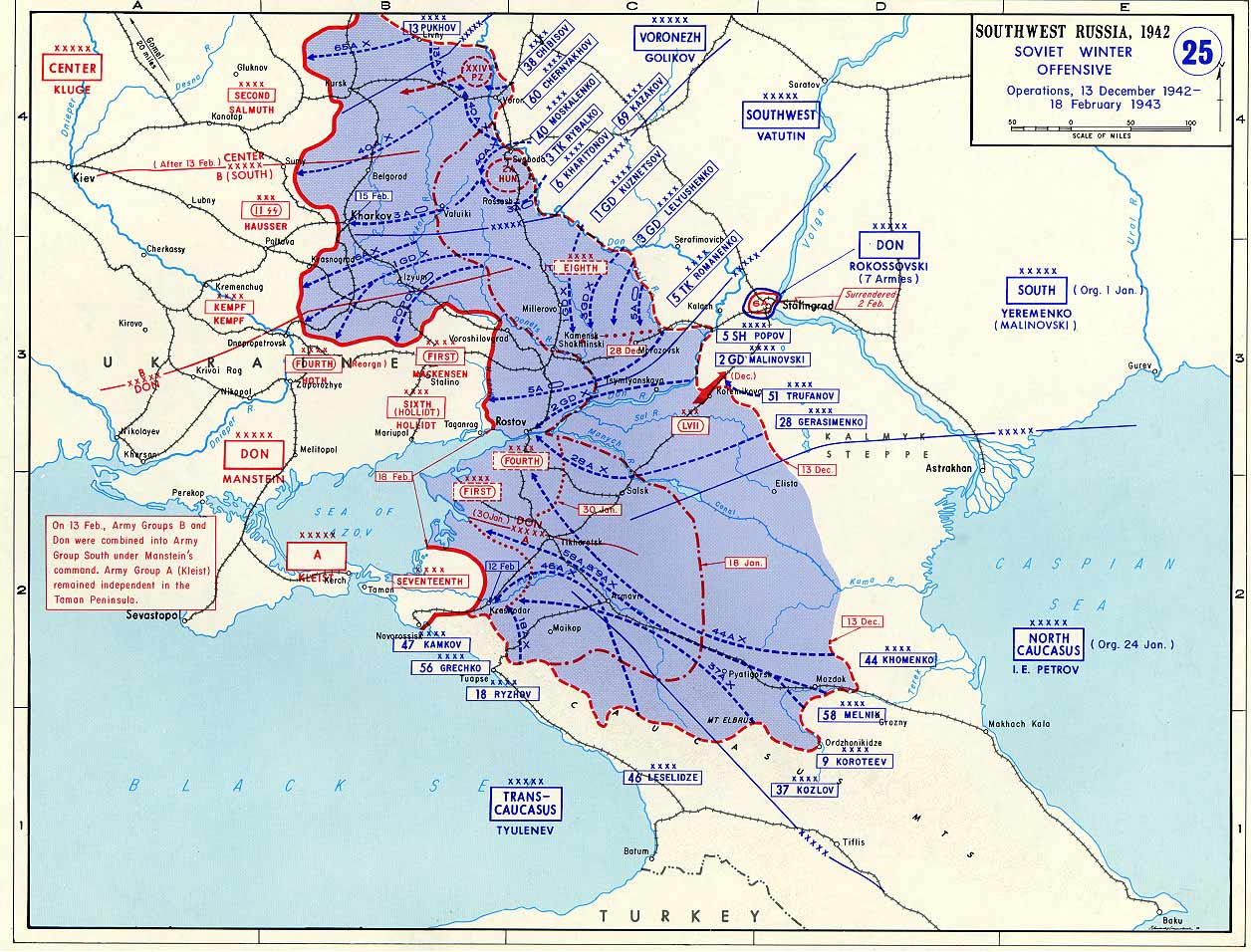
зима 1942-43

В конце ноября 1942 года советские войска завершили окружение 6-й армии под Сталинградом, что поставило группу Клейста в тяжёлое положение. Основные силы группы армий «А» были расположены в предгорьях Северного Кавказа. Таким образом, части Красной Армии, находившиеся в районе Сталинграда, оказались намного ближе к Ростову-на-Дону, через который проходила единственная связь группы с остальными частями Восточного фронта. С Кавказа нужно было быстро уходить, но Гитлер не давал приказа на отступление до 27 декабря.
Чтобы представить себе сложность задачи, нужно вспомнить, что в момент начала отступления передовые части 1-й танковой армии находились на Тереке, в 600 км от Ростова. 20 января 1943 года части Красной Армии в ходе операции «Малый Сатурн» приблизились к Ростову с юга на расстояние менее 50 км (см. положение фронта — карта зима 1942-43), но были остановлены резервом 4-й танковой армии Манштейна. Упорные бои на подступах к Ростову продолжались в течение трёх недель. Частям Манштейна всё же удалось сдержать натиск Красной Армии, в результате чего танковая армия Клейста переправилась через Дон и избежала окружения.
17-я армия оставила опорные пункты на Кавказе и под постоянным давлением сил Красной Армии (44-я, 56-я, 18-я, 37-я, 9-я, 58-я и 44-я советские армии) заняла рубеж обороны на Таманском полуострове. Оборона Кубанской линии продолжалась до конца августа 1943 года, когда общее наступление Красной Армии на Украине создало угрозу Крымским перешейкам. Далее медлить с отступлением было нельзя, и 3 сентября 1943 года Гитлер дал приказ на вывод войск с Кубани. Эвакуация продолжалась до 9 октября. Несмотря на все усилия Красной Армии помешать этому, через Керченский пролив в Крым было переправлено 260 тыс. солдат, 70 тыс. лошадей, вся техника, артиллерия и запасы продовольствия. Оставить пришлось лишь фураж для лошадей. Выведенные с Тамани войска были направлены на оборону Перекопского перешейка. За оборону Кубани Клейст был произведён в чин фельдмаршала (1 февраля 1943 года).

#### Битва за Днепр и увольнение

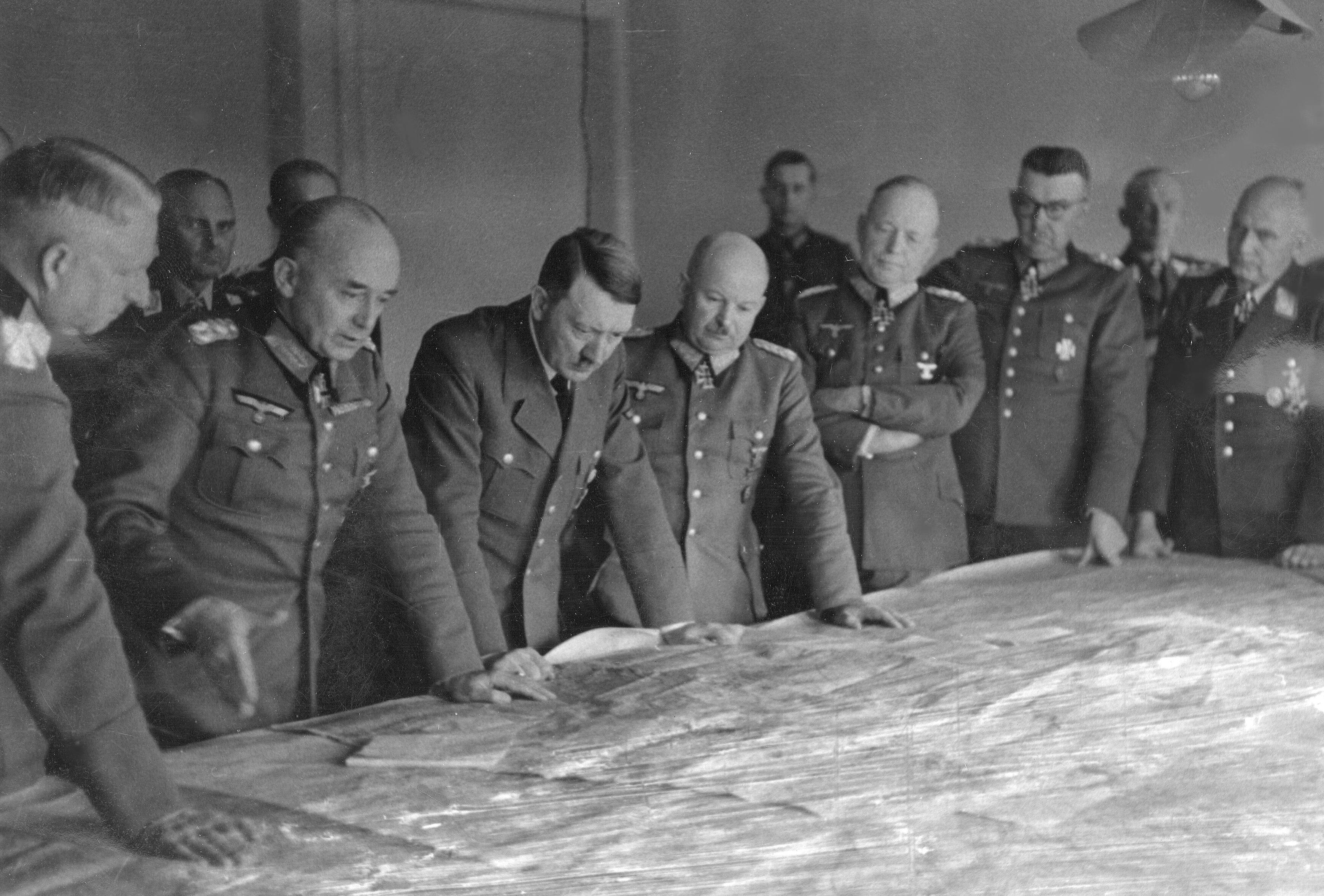
Гитлер на совещании с фельдмаршалами Клейстом, Манштейном (крайний слева) и начальником генерального штаба Куртом Цейтцлером, март 1943 г.

1 февраля 1943 года Клейсту было присвоено звание фельдмаршала. В июле 1943 года Красная Армия начала масштабное наступление вдоль реки Днепр. К октябрю 1943 года 17-я армия, входившая в группу армий «А», была вынуждена отступить с Кубанского плацдарма через Керченский пролив в Крым. Командующий 17-й армией Эрвин Йенеке заявил, что отказывается брать на себя ответственность за ещё один Сталинград, и предложил выполнить приказ об эвакуации, отданный группой армий «А» 26-го числа и отмененный Гитлером. Клейст ответил приказом удерживать Крым независимо от исхода сражения. Клейст, который лично выступал против Гитлера в вопросе удержания Крыма, позвонил Йенекке 28-го числа и сказал ему: «Как солдату мне часто приходилось бороться с самим собой в подобных ситуациях. Вы не спасёте ни одного человека. То, что должно произойти, произойдёт так или иначе. Такое отношение только подрывает уверенность войск…».
В ноябре 1943 года советская армия окончательно перерезала сухопутную связь 17-й армии через Перекопский перешеек. К декабрю 1943 года РККА заняла западный берег Днепра, и группа армий «А» Клейста была вынуждена отступить на юго-запад Украины. В декабре 1943 года началась Днепровско-Карпатскую наступательную операцию против воссозданной группы армий «Юг» Эриха фон Манштейна, с намерением захватить все украинские и молдавские территории, находящиеся под контролем войск Оси. В начальной фазе операции 3-й Украинский фронт начал Никопольско-Криворожское наступление против группы армий «А» Клейста. Сначала продвигаясь медленно, фронт в конечном итоге уничтожил выступ вокруг Кривого Рога и Никополя, а также почти окружил реформированную немецкую 6-ю армию. 11 марта Клейст заявил, что группа армий «А» отступит в Бессарабию «вопреки фюреру и вопреки Антонеску». К концу марта 1944 года немецкая линия обороны на Днепре была прорвана, и советские войска освободили большую часть правобережной Украины. Это поражение, как и другие советские наступления, привело к тяжёлым потерям немцев. Немецкие потери были меньше советских, но нести их было гораздо труднее, поскольку у Германии уже не было резервов людей и техники, на которые можно было бы рассчитывать. Клейст не согласился с Гитлером по поводу отвода группы армий «А» во время наступления. Он потребовал разрешения отвести свои войска на позиции, более удобные для обороны, однако Гитлер приказал армиям Клейста оставаться там, где они были и возложил ответственность за стратегический провал на своих генералов.
Увольнение в запас

Рыцарский крест Железного креста с дубовыми листьями и мечами

Клейст вызвал раздражение Гитлера своими настойчивыми призывами к эвакуации Крыма; своим мягким отношением к местному населению; своим советом в ноябре 1943 года назначить Эдуарда Вагнера командующим операциями на Восточном фронте; своими промонархическими взглядами и угрозой взять дело в свои руки, если Гитлер не даёт ему разрешения на отход с Южного Буга.
30 марта 1944 года личный «Кондор» фюрера доставил Клейста и Манштейна в ставку Гитлера. Вечером того же дня Гитлер вручил им по Рыцарскому кресту с дубовыми листьями и мечами (на илл.) и освободил от должностей. Он сказал, что одобряет всё сделанное ими, но дни специалистов по тактике на Восточном фронте подошли к концу. Теперь ему требовались командующие, обладавшие способностью заставить свои войска сопротивляться до последней возможности. Клейст воспользовался этой последней встречей с Гитлером, чтобы посоветовать ему заключить мир со Сталиным. Фюрер заверил его, что в этом нет никакой надобности, так как Советская армия уже почти истощила свои силы.

### В отставке
После провала заговора 20 июля с целью убийства Гитлера (1944) гестапо арестовало Клейста по обвинению в причастности его кузена Эвальда фон Клейста-Шменцина к заговору Остера. Отставной фельдмаршал избежал суда и позднее был освобождён. 25 апреля 1945 года Клейст был арестован американскими войсками и вывезен в Лондон, после чего, в качестве свидетеля, привлечён к работе Международного военного трибунала в Нюрнберге.

### После войны
В сентябре 1946 года Клейст был передан Югославии и в августе 1948 года приговорён югославским народным судом к 15 годам каторжных работ. В марте 1949 года его по требованию советских властей передали в СССР. Клейст протестовал против выдачи в СССР, но безуспешно. Содержался во внутренней тюрьме МГБ, Бутырской и Лефортовской тюрьмах. Отказался подписывать протокол и заявил: «Я не виновен и требую, чтобы были приложены к делу материалы Нюрнбергского процесса, которые могут служить доказательством моей невиновности». После этого дело Клейста отправили на доследование, и вновь обвинение оставили без изменений. Клейста обвиняли по Указу Президиума Верховного Совета СССР от 12 апреля 1943 года «О мерах наказания для немецко-фашистских злодеев» и по закону № 10 Контрольного совета по Германии «О наказании лиц, виновных в военных преступлениях, преступлениях против мира и человечности».
21 февраля 1952 года Военной коллегией Верховного суда СССР Клейст был приговорён к 25 годам заключения в лагерях. Вину Клейст не признал. Срок отбытия наказания Клейсту исчисляли с 6 марта 1949 года — со дня передачи его советским властям. Затем заключение в лагерях было заменено тюремным, и Клейста поместили во Владимирскую тюрьму. Согласно учётной карточке заключённого, 13 ноября 1954 года умер в тюрьме от недостаточности митрального клапана. Похоронен на Князь-Владимирском кладбище у тюремной стены. В октябре 1955 года, после визита канцлера ФРГ Конрада Аденауэра, Президиум Верховного Совета СССР издал Указ «О досрочном освобождении и репатриации немецких военнопленных, осуждённых за военные преступления», и из СССР были репатриированы более 14 тысяч немецких военнопленных, осуждённых за военные преступления, были также переданы и останки Клейста. Тело было эксгумировано, одето в фельдмаршальский мундир и отправлено на родину.

## Семья
В 1910 году Эвальд фон Клейст женился на Гизеле Вахтель, с которой прожил всю свою жизнь. Пара имела двух сыновей. Иоганнес Юрген Кристоф Эвальд фон Клейст (его звали обычно Эвальд) родился в 1917 году и пошёл по стопам отца, став военным. Во время Второй мировой войны служил капитаном кавалерии на Восточном фронте. Второй сын — Гуго Эдмунд Кристоф Генрих, родившийся в 1921 году, также служил на оккупированных территориях СССР, но в качестве специалиста по сельскому хозяйству, поскольку страдал астмой и был признан непригодным к военной службе.

## Отношение к населению
Американский историк Сэмюел Митчем пишет, что Клейст пытался «переманить на свою сторону» местное население Донской области, Кубани и Северного Кавказа. Он назначил в свой штат двух бывших военных атташе в Москве, Эрнста Августа Кёстринга и Оскара фон Нидермайера, которые консультировали Клейста по вопросам обращения с этническими меньшинствами. Нейдермейер также был профессором геополитики в Берлинском университете. В результате политики Клейста в Донской области и на Кубани около 800 тыс. казаков и горцев Северного Кавказа вступили в ряды местной полиции. Среди них также были представители национальных меньшинств, такие как азербайджанцы, узбеки и грузины, многие из которых позднее служили в частях Восточного легиона (Остлегион) и в Русской освободительной армии. Клейст сформировал из этих новобранцев кавалерийские части, позднее вошедшие в состав 1-й казачьей кавалерийской дивизии. Из новобранцев Остлегиона была также сформирована 162-я пехотная дивизия. Особые отношения с местным населением сложились у немцев в казачьих районах Дона и Кубани. Уцелевшие после расказачивания и коллективизации донские, кубанские и терские казаки в основной своей массе приветствовали немецких солдат как «освободителей от большевистского ига». При вступлении частей вермахта в казачьи станицы население встречало немецких солдат хлебом и солью, не скупилось на продукты питания, кроме того, тут же находились добровольцы, предлагавшие услуги проводников. На фоне этого, оценив казаков как возможных союзников, командиры воинских частей и соединений стали держать при своих армейских штабах добровольных советников из казаков, выполнявших консультативные функции.
Гуманная политика Клейста привела к столкновениям с Фрицем Заукелем, генеральным уполномоченным по трудоустройству (руководил набором рабочей силы для Германии) и Эрихом Кохом, рейхскомиссаром Украины. Митчем пишет, что Клейст однажды приказал подчинённым убедиться, что «добровольные» программы по набору рабочей силы в его регионе действительно были добровольными, что привело в ярость Заукеля и Коха. Клейст также однажды вызвал в свою штаб-квартиру должностных лиц СС и гестапо и объявил им, что он не допустит эксцессов в зоне своего командования.

## Награды
- Железный крест 2-го класса (4 октября 1914) (Королевство Пруссия)[9]
- Железный крест 1-го класса (27 января 1915)[9]
- Почётный крест Первой мировой войны 1914/1918 с мечами (1934)[9]
- Рыцарский крест Железного креста[50]
  - Рыцарский крест (№ 15) (15 мая 1940)[50]
  - Дубовые Листья (№ 72) (17 февраля 1942)[50]
  - Мечи (№ 60) (30 марта 1944)[50]